# Spiculogloeales
Spiculogloeales är en ordning av svampar. Spiculogloeales ingår i klassen Agaricostilbomycetes, divisionen basidiesvampar och riket svampar.
| Spiculogloeales | \| \| Spiculogloea \| \| \| \| |
|                 | \| \| Spiculogloea \| \| \| \| |
|                 | Agaricostilbales               |
|                 |                                |
|                 | Spiculogloea                   |
|                 |                                |

|  | Spiculogloea |
|  |              |